# Lindsay, Texas
Lindsay là một thành phố thuộc quận Reeves, tiểu bang Texas, Hoa Kỳ. Năm 2010, dân số của xã này là 1018 người.

## Dân số
- Dân số năm 2000: 394 người.
- Dân số năm 2010: 1018 người.